# Hustavlan
Hustavlan kallas ett kort avsnitt i Luthers lilla katekes som med bibelcitat som grund delar upp världen i olika delar och förklarar hur de ska styras. Den huvudsakliga uppdelningen är mellan de tre stånden, det andliga, det världsliga och hushållet, men sedan är även varje stånd uppdelat i överhet och undersåtar. Observera att hustavlans tre stånd inte ska blandas ihop med den politiska ståndsindelningen mellan adel, präster, borgare och bönder. Hustavlan ligger till grund för den s k treståndsläran.
Hustavlans värld innebär en samhällssyn som beskriver varje persons plats i tillvaron där;
- varje person har en roll inom varje stånd,
- varje roll innefattar vissa ansvar
- och samma person kan tillhöra överheten i ett stånd och undersåtarna i ett annat.

| ”            | Så given då kejsaren vad kejsaren tillhör, och Gud vad Gud tillhör. | „ |
| – Matt 22:21 |                                                                     |   |

## Det andliga ståndet
I det andliga ståndet representerade prästerna överheten och hade som ansvar att utöva den andliga disciplinen och predika Guds ord. Alla prästens åhörare, oavsett världslig makt, var i detta undersåtar och förväntades hörsamma prästernas ord och försörja dem ekonomiskt. Som ledare av sin församling skulle prästerna föregå med gott föredöme genom att bland annat vara nykter, förståndig, fridsam och fri från penningbegär.

## Det världsliga ståndet
Om det andliga låg under prästernas dom så låg allt annat under kungens. Kungen, fursten eller liknande var en överhet insatt av Gud med ansvar att styra och döma folket och övervaka tukt och ordning. Att sätta sig upp mot kungen var att sätta sig upp mot Gud, medan att underordna sig var att hedra Guds vilja.
| ”          | Fullgör era skyldigheter mot alla: skatt åt den ni är skyldiga skatt, tull åt den ni är skyldiga tull, vördnad åt den som bör få vördnad och heder åt den som bör få heder | „ |
| – Rom 13:7 | |   |

## Hushållets stånd
I hushållet på denna tid innefattades alla som bodde och arbetade på en gård, så förutom det man i dag ser som kärnfamiljen kunde det även ingå pigor, drängar och äldre släktingar. Överheten i hushållet var framför allt husbonden, men i många situationer var det snarare husmor som genomförde de uppgifter som hörde till överheten. Rollen som tilldelats överheten i hushållet var att både moraliskt och ekonomiskt sörja för hushållets alla medlemmar, i detta ingick såväl att sätta mat på bordet som att se till att alla var insatta i Guds vilja och bibelns ord. Genom så kallade husförhör kontrollerade prästerna att alla i hushållet kunde läsa och citera viktiga delar av bibeln. Resten av hushållets uppgift var att göra de uppgifters som tilldelades dem och att visa kärlek och vördnad för husbonden och husmodern. Hustavlan är i detta sammanhang förmaningar till de boende i hushållet.
| ”                                    | När var och en sin syssla sköter, då går det väl, vad än oss möter. | „ |
| – Luthers lilla katekes, Hustavla:15 |                                                                     |   |